# Вацлав I од Чешке
Вацлав I Једнооки од Чешке (Праг, 1205 - Кралув Двур, 23. септембар 1253) је био краљ Бохемије. Био је син Отокара I Пшемисла и Констанце Угарске.  

## Брак и породица
Године 1224. Вацлав се оженио Кунигундом Хоенштауфен, трећом ћерком Филипа Швапског, краља Немачке, и његове жене краљице Ирине Анђел. Вацлав је подстицао велики број Немаца да се населе у селима и градовима у Чешкој и Моравској. Камене зграде почеле су да замењују дрвене у Прагу као резултат утицаја нових досељеника.
Вацлав и Кунигунда су имали петоро познате деце:
- Владислав III Моравски (око 1228 – 3. јануар 1247);[2]
- Отокар II од Чешке (око 1230 – 26. август 1278);[3]
- Беатриче (око 1231 – 27. мај 1290), која се удала за Отона III Бранденбуршког;[4]
- Агнза (умрла 10. августа 1268), која се удала за Хенрика III Мајсенског;
- Ћерка која је умрла млада.

## Рана владавина
Дана 6. фебруара 1228. године, Вацлав је са оцем крунисан као савладар Краљевине Чешке. Дана 15. децембра 1230, Отокар I је умро и Вацлав га је наследио као краљ Чешке.
Његова рана владавина била је заокупљена претњом Бохемији коју је представљао Фридрих II, војвода Аустрије. Фридрихов експанзионизам изазвао је забринутост и протест неколико других владара. Године 1236, цар Светог римског царства Фридрих II био је умешан у рат против Ломбардске лиге. Цар је захтевао од краља Вацлава и других владара Светог римског царства да му позајме део својих трупа за његове ратне напоре. Краљ Вацлаув је предводио групу владара који су изразили неспремност да било какве трупе употребе за нешто друго од одбране својих територија, наводећи као разлог страх од инвазије војводства Аустрије. Захтевали су царску интервенцију у тој ситуацији.
У јуну 1236. године цар је увео царску забрану војводи Аустрије. Трупе послате против војводе натерале су га да побегне из Беча у Винер Нојштат. Он ће наставити да влада крњом државом следеће године. Цар је прогласио директну царску власт и у Аустрији и у војводству Штајерској, коју је такође држао одбегли војвода. Екберт вон Андех-Мераниен, бивши бискуп Бамберга, постављен је за гувернера у два војводства. Екберт ће владати од фебруара до своје смрти 5. јуна 1237. године. Краљу Вацлаву I тешко да је био задовољан овим очигледним ширењем директне царске власти близу његових граница. Краљ Вацлав I и војвода Фридрих II склопили су савез против цара. Цар Фридрих II је одлучио да укине забрану 1237. радије него да задржи још један отворени фронт. Краљ Вацлав I је успео да преговара о проширењу Чешке северно од Дунава, анектирајући територије које је понудио војвода Фридрих II како би формирао и одржао њихов савез.
Краљ Вацлав I и војвода Фридрих II су нашли и другог савезника у личности Отона II, војводе од Баварске. У јуну 1239. Вацлав и Отон су напустили Рајхстаг у Егеру, отказујући верност екскомуницираном цару Фридриху II. Упркос њиховој намери да изаберу антикраља, такви избори неће бити одржани све до 1246. Године 1246. Хенрик Расп, ландгроф од Тирингије, изабран је за краља Немачке, супротстављајући са цару Фридриху II и краљу Конраду IV од Немачке. 

## Монголска инвазија
Године 1241. краљ Вацлав је успешно одбио напад на Бохемију снага које су служиле под Бату-каном и Субудајем, као део монголске инвазије на Европу. Монголи су извршили препад на Краљевину Пољску, Шлезију и Моравску, коју су предводили Бајдар, Кадан и Орда Кана, са снагама од око 20.000 Монгола, узрокујући много разарања.
Током монголске инвазије на Пољску, војвода Хенрик II Побожни од Шлезије, Вацлавов зет, првобитно је тражио његову помоћ у борби против Монгола. Међутим, како му је краљ Вацлав I кренуо у помоћ у Легници са снагама од 5000 војника, нестрпљење је приморало војводу Хенрика II да нападне Монголе без помоћи Бохемије, што је резултирало разорном битком код Легнице. Након монголске победе, краљ Вацлав I се повукао да заштити Бохемију. Успут је прикупио појачања из Тирингије и Саксоније, пре него што се склонио у планинске пределе Чешке чији би терен смањио покретљивост монголске коњице. Када је монголска претходница напала Клодско, чешка коњица их је лако поразила у планинским превојима. Након неуспеха против Вацлавове војске, Монголи предвођени Бајдаром и Каданом окренули су се од Чешке и Пољске и отишли на југ да се поново уједине са Бату - каном и Субудајем у Мађарској, који су разбили Мађаре у бици код Мохија.
Када је Субудај 1242. чуо да је велики кан Огатај умро претходне године, монголска војска се повукла на исток, јер је Субудај имао три принца владарске крви под командом и Џингис-кан је јасно ставио до знања да се сви потомци Кана (Великог кана) требају вратити у монголску престоницу Каракорум за курултај који ће изабрати следећег кагана. Вацлавов успех против освајача био је толики да су хроничари слали поруке цару Фридриху II о његовој „победоносној одбрани“.

## Војводство Аустрија за Пшемисловиће
Дана 15. јуна 1246. године, Фридрих II, војвода Аустрије, погинуо је у бици на реци Лејти против краља Беле IV од Мађарске. Његовом смрћу окончана је владавина династије Бабенберг у Аустрији. Питање његовог наследства довело је до неколико година спорова међу разним наследницима. Вацлавова спољна политика је постала усмерена на стицање Аустрије за династију Пшемисл. У међувремену, цар Фридрих II успео је поново да стави Аустрију под директну царску власт. Међутим, царски гувернер Ото фон Еберштајн је морао да се бори са аустријском побуном, спречавајући непосредне користи од анексије Војводства.
Привилегиум Минус, документ који је 17. септембра 1156. уздигао Аустрију у војводство, омогућио је женској линији куће Бабенберг да наследи престо. Гертруда, војвоткиња од Аустрије, братаница покојног војводе Фридриха II, тако је могла да полаже право на Војводство. Краљ Вацлав је уговорио њену удају за свог најстаријег сина Владислава, маркгрофа Моравског. Владислав је проглашен јуре укорис војводом Аустрије и успео је да обезбеди подршку дела аустријског племства. 3. јануара 1247. Владислав је изненада умро и првобитни Вацлавов план је негиран. Гертруда је наставила своју претензију и удала се за Хермана VI, маркгрофа од Бадена.

## Побуна
Године 1248. краљ Вацлав I је морао да се суочи са побуном чешког племства, коју је предводио његов син Отакар II. Отакар II је био намамљен од незадовољних племића да предводи побуну, током које је добио надимак „млађи краљ“ (младши крал). Краљ Вацлав I је успео да победи побуњенике и затворио свог сина. Отакар II је носио титулу краља Чешке од 31. јула 1248. до новембра 1249. године.
До краја 1250. године умрли су и цар и војвода Херман VI. Пошто аустријски племићи никада нису прихватили војводу Хермана VI, војвоткиња Гертруда и њихов једини син Фридрих I, маркгроф од Бадена, наставили да претендују на престо Аустрије. Краљ Вацлав I је предводио успешну инвазију на Аустрију, завршену до 1251. Краљ Вацлав I је пустио Отакара II и именовао га за маркгрофа Моравске. Краљ Вацлав I је уредио да се Отакар II прогласи за војводу Аустрије и да га племство прихвати. Да би обезбедио династичка права на Аустрију, краљ Вацлав I је уредио да другу жену из династије Бабенберг прогласе за војвоткињу и верио је за његовог сина. Маргарета, војвоткиња од Аустрије, била је сестра војводе Фридриха II и тетка војвоткиње Гертруде. Она је такође била удовица краља Хенрика (VII) Немачког, који је умро 1242. Међутим, Маргарета је била много старија од Отакара II. Венчали су се 11. фебруара 1252. године.
Краљ Вацлав I није дуго уживао у победи. Умро је 23. септембра 1253, а Отакар II га је наследио.

## Утисци о владавини краља Вацлава I
За време владавине краљ Вацлава I од Чешке, краљевски двор је почео да негује стил живота типичан за савремену Западну Европу, укључујући културу надметања и турнира и уживање у дворској поезији и песмама. Његова владавина је повезана са успостављањем државе. Чешка државност, повећање чешког политичког утицаја у Европи, успон чешког племства и наставак развоја урбаног живота, трговине и заната.
Краљ Вацлав I је, као и његов отац и син, подржавао долазак етничких Немаца у земљу. Он је такође био први који је дозволио привилегије Јеврејима; међутим, очекивало се да за њих плате знатне суме новца.

## Градови које је основао краљ Вацлав I
- Јихлава, 1233. године;
- Брно, 1238. године;
- Оломоуц, 1240. године;
- Стари град, Праг, 1240. године;
- Стрибро, 1240. године;
- Локет, 1250. године;
- Жатец, 1250. године;
- Хеб, 1250. године;
- Преров, 1252. године.

## Породично стабло
|  |                                  |  |  |  |  |  |  |  |  |  |  |  |  |  |  |  |
|  | 16. Вратислав II                 |  |  |  |  |  |  |  |  |  |  |  |  |  |  |  |
|  |                                  |  |  |  |  |  |  |  |  |  |  |  |  |  |  |  |
|  |                                  |  |  |  |  |  |  |  |  |  |  |  |  |  |  |  |
|  | 8. Владислав I Пшемисл           |  |  |  |  |  |  |  |  |  |  |  |  |  |  |  |
|  |                                  |  |  |  |  |  |  |  |  |  |  |  |  |  |  |  |
|  |                                  |  |  |  |  |  |  |  |  |  |  |  |  |  |  |  |
|  | 17. Свјатослава Пољска           |  |  |  |  |  |  |  |  |  |  |  |  |  |  |  |
|  |                                  |  |  |  |  |  |  |  |  |  |  |  |  |  |  |  |
|  |                                  |  |  |  |  |  |  |  |  |  |  |  |  |  |  |  |
|  | 4. Владислав II Пшемисл          |  |  |  |  |  |  |  |  |  |  |  |  |  |  |  |
|  |                                  |  |  |  |  |  |  |  |  |  |  |  |  |  |  |  |
|  |                                  |  |  |  |  |  |  |  |  |  |  |  |  |  |  |  |
|  | 18. Henry I of Berg-Schelklingen |  |  |  |  |  |  |  |  |  |  |  |  |  |  |  |
|  |                                  |  |  |  |  |  |  |  |  |  |  |  |  |  |  |  |
|  |                                  |  |  |  |  |  |  |  |  |  |  |  |  |  |  |  |
|  | 9. Ричеза од Берга               |  |  |  |  |  |  |  |  |  |  |  |  |  |  |  |
|  |                                  |  |  |  |  |  |  |  |  |  |  |  |  |  |  |  |
|  |                                  |  |  |  |  |  |  |  |  |  |  |  |  |  |  |  |
|  | 19. Adelheid of Mochental        |  |  |  |  |  |  |  |  |  |  |  |  |  |  |  |
|  |                                  |  |  |  |  |  |  |  |  |  |  |  |  |  |  |  |
|  |                                  |  |  |  |  |  |  |  |  |  |  |  |  |  |  |  |
|  | 2. Отакар I Пшемисл              |  |  |  |  |  |  |  |  |  |  |  |  |  |  |  |
|  |                                  |  |  |  |  |  |  |  |  |  |  |  |  |  |  |  |
|  |                                  |  |  |  |  |  |  |  |  |  |  |  |  |  |  |  |
|  | 20. Louis of Thuringia           |  |  |  |  |  |  |  |  |  |  |  |  |  |  |  |
|  |                                  |  |  |  |  |  |  |  |  |  |  |  |  |  |  |  |
|  |                                  |  |  |  |  |  |  |  |  |  |  |  |  |  |  |  |
|  | 10. Лудвиг I, ландгроф Тирингије |  |  |  |  |  |  |  |  |  |  |  |  |  |  |  |
|  |                                  |  |  |  |  |  |  |  |  |  |  |  |  |  |  |  |
|  |                                  |  |  |  |  |  |  |  |  |  |  |  |  |  |  |  |
|  | 21. Adelheid von Stade           |  |  |  |  |  |  |  |  |  |  |  |  |  |  |  |
|  |                                  |  |  |  |  |  |  |  |  |  |  |  |  |  |  |  |
|  |                                  |  |  |  |  |  |  |  |  |  |  |  |  |  |  |  |
|  | 5. Јудита од Тирингије           |  |  |  |  |  |  |  |  |  |  |  |  |  |  |  |
|  |                                  |  |  |  |  |  |  |  |  |  |  |  |  |  |  |  |
|  |                                  |  |  |  |  |  |  |  |  |  |  |  |  |  |  |  |
|  | 22. Giso IV, Count of Gudensberg |  |  |  |  |  |  |  |  |  |  |  |  |  |  |  |
|  |                                  |  |  |  |  |  |  |  |  |  |  |  |  |  |  |  |
|  |                                  |  |  |  |  |  |  |  |  |  |  |  |  |  |  |  |
|  | 11. Hedwig of Gudensberg         |  |  |  |  |  |  |  |  |  |  |  |  |  |  |  |
|  |                                  |  |  |  |  |  |  |  |  |  |  |  |  |  |  |  |
|  |                                  |  |  |  |  |  |  |  |  |  |  |  |  |  |  |  |
|  | 23. Kunigunde von Bilstein       |  |  |  |  |  |  |  |  |  |  |  |  |  |  |  |
|  |                                  |  |  |  |  |  |  |  |  |  |  |  |  |  |  |  |
|  |                                  |  |  |  |  |  |  |  |  |  |  |  |  |  |  |  |
|  | 1. Вацлав I од Чешке             |  |  |  |  |  |  |  |  |  |  |  |  |  |  |  |
|  |                                  |  |  |  |  |  |  |  |  |  |  |  |  |  |  |  |
|  |                                  |  |  |  |  |  |  |  |  |  |  |  |  |  |  |  |
|  | 24. Бела II Слепи                |  |  |  |  |  |  |  |  |  |  |  |  |  |  |  |
|  |                                  |  |  |  |  |  |  |  |  |  |  |  |  |  |  |  |
|  |                                  |  |  |  |  |  |  |  |  |  |  |  |  |  |  |  |
|  | 12. Геза II                      |  |  |  |  |  |  |  |  |  |  |  |  |  |  |  |
|  |                                  |  |  |  |  |  |  |  |  |  |  |  |  |  |  |  |
|  |                                  |  |  |  |  |  |  |  |  |  |  |  |  |  |  |  |
|  | 25. Јелена Вукановић             |  |  |  |  |  |  |  |  |  |  |  |  |  |  |  |
|  |                                  |  |  |  |  |  |  |  |  |  |  |  |  |  |  |  |
|  |                                  |  |  |  |  |  |  |  |  |  |  |  |  |  |  |  |
|  | 6. Бела III                      |  |  |  |  |  |  |  |  |  |  |  |  |  |  |  |
|  |                                  |  |  |  |  |  |  |  |  |  |  |  |  |  |  |  |
|  |                                  |  |  |  |  |  |  |  |  |  |  |  |  |  |  |  |
|  | 26. Мистислав I Велики           |  |  |  |  |  |  |  |  |  |  |  |  |  |  |  |
|  |                                  |  |  |  |  |  |  |  |  |  |  |  |  |  |  |  |
|  |                                  |  |  |  |  |  |  |  |  |  |  |  |  |  |  |  |
|  | 13. Еуфросина Кијевска           |  |  |  |  |  |  |  |  |  |  |  |  |  |  |  |
|  |                                  |  |  |  |  |  |  |  |  |  |  |  |  |  |  |  |
|  |                                  |  |  |  |  |  |  |  |  |  |  |  |  |  |  |  |
|  | 27. Љубава Дмитријевна           |  |  |  |  |  |  |  |  |  |  |  |  |  |  |  |
|  |                                  |  |  |  |  |  |  |  |  |  |  |  |  |  |  |  |
|  |                                  |  |  |  |  |  |  |  |  |  |  |  |  |  |  |  |
|  | 3. Констанца Угарска             |  |  |  |  |  |  |  |  |  |  |  |  |  |  |  |
|  |                                  |  |  |  |  |  |  |  |  |  |  |  |  |  |  |  |
|  |                                  |  |  |  |  |  |  |  |  |  |  |  |  |  |  |  |
|  | 28. Анри од Шатијона             |  |  |  |  |  |  |  |  |  |  |  |  |  |  |  |
|  |                                  |  |  |  |  |  |  |  |  |  |  |  |  |  |  |  |
|  |                                  |  |  |  |  |  |  |  |  |  |  |  |  |  |  |  |
|  | 14. Рене од Шатијона             |  |  |  |  |  |  |  |  |  |  |  |  |  |  |  |
|  |                                  |  |  |  |  |  |  |  |  |  |  |  |  |  |  |  |
|  |                                  |  |  |  |  |  |  |  |  |  |  |  |  |  |  |  |
|  | 29. Ерменгарда од Монжеа         |  |  |  |  |  |  |  |  |  |  |  |  |  |  |  |
|  |                                  |  |  |  |  |  |  |  |  |  |  |  |  |  |  |  |
|  |                                  |  |  |  |  |  |  |  |  |  |  |  |  |  |  |  |
|  | 7. Агнеса од Антиохије           |  |  |  |  |  |  |  |  |  |  |  |  |  |  |  |
|  |                                  |  |  |  |  |  |  |  |  |  |  |  |  |  |  |  |
|  |                                  |  |  |  |  |  |  |  |  |  |  |  |  |  |  |  |
|  | 30. Боемунд II од Антиохије      |  |  |  |  |  |  |  |  |  |  |  |  |  |  |  |
|  |                                  |  |  |  |  |  |  |  |  |  |  |  |  |  |  |  |
|  |                                  |  |  |  |  |  |  |  |  |  |  |  |  |  |  |  |
|  | 15. Констанца Антиохијска        |  |  |  |  |  |  |  |  |  |  |  |  |  |  |  |
|  |                                  |  |  |  |  |  |  |  |  |  |  |  |  |  |  |  |
|  |                                  |  |  |  |  |  |  |  |  |  |  |  |  |  |  |  |
|  | 31. Алиса Антиохијска            |  |  |  |  |  |  |  |  |  |  |  |  |  |  |  |
|  |                                  |  |  |  |  |  |  |  |  |  |  |  |  |  |  |  |
|  |                                  |  |  |  |  |  |  |  |  |  |  |  |  |  |  |  |